# ألان سميث (مقدم برامج إذاعية)
ألان سميث (بالإنجليزية: Alan Smith)‏ هو مقدم برامج إذاعية بريطاني، ولد في 1966 في Edinburgh Royal Maternity Hospital and Simpson Memorial Maternity Pavilion ‏ في المملكة المتحدة.